# Tapinanthus mechowii
Tapinanthus mechowii là một loài thực vật có hoa trong họ Loranthaceae. Loài này được (Engl.) Tiegh. miêu tả khoa học đầu tiên năm 1895.